# 徳島インディゴソックス
徳島インディゴソックス（とくしまインディゴソックス 、Tokushima Indigo Socks）は、プロ野球独立リーグ・四国アイランドリーグplusに所属する徳島県の野球チーム。2005年加盟。略称「徳島IS」。

## 概要
チーム名は徳島県の伝統的な染物である「藍染」（阿波藍）や観光名所として知られる鳴門海峡をイメージした藍色（インディゴ）と、メジャーリーグの伝統あるチームに命名される「ソックス」を組み合わせたもの。チームカラーも藍色（青）である。2011年に坂口裕昭が球団代表に就任（2015年で退任）して以降は、地域への浸透を目指して、「つながる」をスローガンとしている。
球団事務所は発足当時の徳島市を皮切りに、板野郡藍住町（本社）・名西郡石井町（本社）と移り、2011年6月より徳島市に戻った。また、以前は阿南市にも事務所を設けたことがある（2017年現在の球団ウェブサイトには記載なし）。この阿南市の事務所は2007年12月10日に設置されたものであった。
NPBドラフト会議での通算指名者数（育成選手を含む）は2023年現在で30人で、リーグではトップ。2021年時点で9年連続で指名者を出し、2010年代後半以降指名者数は独立リーグの中で突出しており、所属選手数に対する指名者比率では有力社会人や大学にも劣らないと指摘された。2024年時点で指名は12年連続に伸びている。

### 開催球場
ホームスタジアムは発足当初は徳島県鳴門総合運動公園（オロナミンC球場）で、試合によっては徳島県営蔵本球場（命名権により、2011年 - 2020年はJAバンク徳島スタジアム、2021年からはむつみスタジアム）を兼用していた。2006年には香川県のさぬき市志度総合運動公園野球場で1試合をホームゲームとして開催している（当初からの日程）。
その後、2007年5月20日に徳島県南部健康運動公園（アグリあなんスタジアム）がオープンした。同球場は徳島県で初めて硬式野球の夜間公式戦に対応した球場で、交流戦を除く2007年の平均入場者数はこの3球場では最多となった。
2008年のシーズンはホームゲーム40試合のうち23試合をアグリあなんスタジアムで開催する一方、オロナミンC球場での開催は3試合にとどまり、実質的に本拠地を移動させた形になった。県営蔵本球場では引き続き15試合が開催された。また、2007年より三好市の吉野川運動公園野球場でも公式戦を開催している。
2009年もアグリあなんスタジアムでは主催試合の過半数となる21試合を開催したが、2010年については観客動員数の減少などを理由に主催試合38試合のうち吉野川運動公園野球場の2試合と佐世保野球場1試合（雨天代替）を除く35試合をアグリあなん14・蔵本12・オロナミンC9の割合で実施した。2011年は、主催するリーグ公式戦32試合をアグリあなん12・蔵本（JAバンク徳島）11・オロナミンC7・吉野川2の割合で実施した（このほか、福岡ソフトバンクホークス3軍との交流戦4試合中3試合をJAバンク徳島、1試合をアグリあなんで実施）。球団創設以来初の出場となった2011年のリーグチャンピオンシップやグランドチャンピオンシップは蔵本球場で開催された。2012年以降は公式戦の主催試合のうち20試合前後が蔵本球場開催となり、事実上本拠地球場の位置づけとなった。
2013年には8月4日に海陽町の蛇王運動公園野球場で初めて1試合が開催された。2014年にも1試合が予定されていたが、台風によるコンディション不良で他球場に振り替えられた。2015年以降は2019年まで毎年1試合が開催された。
2020年シーズンは新型コロナウイルスの感染拡大に伴う日程変更があり、吉野川運動公園と蛇王運動公園では試合の開催がなかった。2021年以降はこれらの球場で再び試合が実施されている。鳴門総合運動公園野球場は2023年秋から2026年度までの予定で改修工事が実施されている。2024年度の日程では、試合が予定されておらず、リーグの使用球場リストにも掲載されていない。
発足当時、鳴門・蔵本球場（ナイターあり）では、平日の一部の試合を薄暮（準デーゲーム。夕方の4時台か5時台から試合開始し、途中からナイター照明を入れる）で開催していた。その後も2013年シーズンまでは蔵本球場では試合開始を午後5時としていたが、2014年シーズンからは午後6時に変更されている。
2014年シーズンは、近畿地方にある神戸総合運動公園サブ球場・皇子山球場での主催試合が1試合ずつ開催された。四国を本拠とするリーグの球団が近畿地方の球場で主催試合を開催するのは初めてである。このうち皇子山球場の試合は、リーグがインターンシップ協定を締結した立命館大学スポーツ健康科学部を中心とした京都府・滋賀県の大学に在籍する学生が「試合の黒字化」を目標として運営に当たった。
ポストシーズンの試合は、リーグチャンピオンシップは蔵本とオロナミンCの併用（2013年はオロナミンC、2014年は各1試合ずつ、2017年・2019年・2022年は蔵本）、グランドチャンピオンシップは2017年まで蔵本のみで開催されてきた。2019年のグランドチャンピオンシップはオロナミンCと蔵本で開催された。2023年と2024年のリーグチャンピオンシップは蔵本で開催された。

## 成績

### シーズン
| 年度 | 期 | 監督               | 順位 | 試合 | 勝利 | 敗戦 | 引分 | 勝率 | ゲーム差      | 打率 | 防御率 | 本塁打 |
| ---- | -- | ------------------ | ---- | ---- | ---- | ---- | ---- | ---- | ------------- | ---- | ------ | ------ |
| 2005 | 全 | 小野和幸           | 2    | 90   | 38   | 36   | 16   | .513 | 6.5           | .228 | 2.37   | 8      |
| 2006 | 前 | 小野和幸           | 4    | 45   | 12   | 30   | 3    | .285 | 16.0          | .230 | 3.64   | 9      |
| 2006 | 後 | 小野和幸           | 4    | 45   | 12   | 29   | 4    | .292 | 17.5          | .230 | 3.64   | 9      |
| 2007 | 前 | 白石静生           | 4    | 45   | 12   | 29   | 4    | .293 | 17.0          | .221 | 3.57   | 11     |
| 2007 | 後 | 白石静生           | 4    | 45   | 7    | 33   | 5    | .175 | 20.5          | .221 | 3.57   | 11     |
| 2008 | 前 | 白石静生           | 5    | 40   | 11   | 22   | 7    | .333 | 13.5          | .223 | 3.27   | 11     |
| 2008 | 後 | 白石静生・森山一人 | 6    | 40   | 9    | 29   | 2    | .237 | 14.5          | .223 | 3.27   | 11     |
| 2009 | 前 | 堀江賢治           | 6    | 40   | 13   | 23   | 4    | .361 | 10.0          | .247 | 3.78   | 22     |
| 2009 | 後 | 堀江賢治           | 6    | 40   | 12   | 23   | 5    | .343 | 10.5          | .247 | 3.78   | 22     |
| 2010 | 前 | 堀江賢治           | 3    | 38   | 20   | 15   | 3    | .571 | 4.5           | .254 | 3.03   | 18     |
| 2010 | 後 | 堀江賢治           | 3    | 38   | 17   | 17   | 4    | .500 | 7.0           | .254 | 3.03   | 18     |
| 2011 | 前 | 斉藤浩行           | 1    | 32   | 22   | 8    | 2    | .733 | 3.0(注1)      | .291 | 3.69   | 31     |
| 2011 | 後 | 斉藤浩行           | 2    | 32   | 18   | 11   | 3    | .621 | 1.5           | .291 | 3.69   | 31     |
| 2012 | 前 | 島田直也           | 3    | 40   | 15   | 23   | 2    | .395 | 11.5          | .236 | 3.23   | 27     |
| 2012 | 後 | 島田直也           | 3    | 40   | 21   | 15   | 4    | .583 | 1.5           | .236 | 3.23   | 27     |
| 2013 | 前 | 島田直也           | 2    | 40   | 20   | 17   | 3    | .541 | 2.5           | .254 | 2.85   | 24     |
| 2013 | 後 | 島田直也           | 1    | 40   | 24   | 9    | 7    | .727 | 2.5(注1)      | .254 | 2.85   | 24     |
| 2014 | 前 | 島田直也           | 1    | 40   | 22   | 14   | 4    | .611 | 0.0(注1)(注2) | .267 | 2.91   | 30     |
| 2014 | 後 | 島田直也           | 1    | 40   | 23   | 11   | 6    | .676 | 0.5(注1)      | .267 | 2.91   | 30     |
| 2015 | 前 | 中島輝士           | 3    | 34   | 12   | 15   | 7    | .444 | 7.5           | .232 | 3.17   | 15     |
| 2015 | 後 | 中島輝士           | 2    | 34   | 17   | 14   | 3    | .548 | 5.5           | .232 | 3.17   | 15     |
| 2016 | 前 | 中島輝士           | 2    | 31   | 19   | 11   | 1    | .633 | 0.5           | .253 | 3.28   | 29     |
| 2016 | 後 | 中島輝士           | 4    | 34   | 14   | 14   | 6    | .500 | 2.0           | .253 | 3.28   | 29     |
| 2017 | 前 | 養父鐵             | 1    | 34   | 21   | 9    | 4    | .700 | 4.0(注1)      | .266 | 3.18   | 18     |
| 2017 | 後 | 養父鐵             | 4    | 31   | 12   | 14   | 5    | .462 | 2.0           | .266 | 3.18   | 18     |
| 2018 | 前 | 石井貴             | 4    | 36   | 9    | 23   | 4    | .281 | 14.0          | .251 | 4.04   | 19     |
| 2018 | 後 | 石井貴             | 2    | 30   | 16   | 11   | 3    | .593 | 0.0           | .251 | 4.04   | 19     |
| 2019 | 前 | 牧野塁             | 1    | 34   | 18   | 14   | 2    | .563 | 1.5(注1)      | .236 | 2.86   | 15     |
| 2019 | 後 | 牧野塁             | 3    | 36   | 14   | 19   | 3    | .424 | 4.0           | .236 | 2.86   | 15     |
| 2020 | 全 | 吉田篤史           | 1    | 76   | 35   | 30   | 11   | .538 | 2.0（注1）    | .218 | 2.15   | 12     |
| 2021 | 前 | 吉田篤史           | 3    | 34   | 15   | 17   | 2    | .469 | 7.5           | .258 | 3.85   | 14     |
| 2021 | 後 | 吉田篤史           | 3    | 34   | 12   | 18   | 4    | .400 | 10.0          | .258 | 3.85   | 14     |
| 2022 | 前 | 岡本哲司           | 3    | 34   | 15   | 16   | 3    | .484 | 2.5           | .236 | 3.14   | 27     |
| 2022 | 後 | 岡本哲司           | 1    | 34   | 18   | 11   | 5    | .621 | 2.5(注1)      | .236 | 3.14   | 27     |
| 2023 | 前 | 岡本哲司           | 1    | 34   | 17   | 10   | 7    | .630 | 2.5(注1)      | .252 | 2.60   | 18     |
| 2023 | 後 | 岡本哲司           | 1    | 34   | 19   | 11   | 4    | .633 | 0.5(注1)      | .238 | 3.09   | 20     |
| 2024 | 前 | 岡本哲司           | 1    | 34   | 24   | 7    | 3    | .774 | 11.0(注1)     | .284 | 3.09   | 19     |
| 2024 | 後 | 岡本哲司           | 1    | 34   | 24   | 6    | 4    | .800 | 8.5(注1)      | .282 | 2.10   | 22     |

※金地は優勝
- 注1：2位とのゲーム差
- 注2：香川と同率。直接対戦成績の優劣により徳島が優勝。

### リーグチャンピオンシップ
※2018年までは5戦制（3勝で優勝）、2019年以降は3戦制（2勝で優勝）
- 2011年 - 総合優勝（3勝1敗：対戦は香川）
- 2013年 - 総合優勝（3勝0敗：対戦は香川）
- 2014年 - 総合優勝（2勝2敗：対戦は愛媛）※前後期制覇のため、1勝のアドバンテージがあり、2勝で優勝。
- 2016年 - 0勝2敗（対戦は愛媛。愛媛は前後期制覇のため、1勝のアドバンテージがあり、2勝で優勝）
- 2017年 - 総合優勝（3勝1敗：対戦は香川）
- 2019年 - 総合優勝（2勝1敗：対戦は愛媛）
- 2022年 - 0勝2敗（対戦は高知）
- 2023年 - 総合優勝（1勝0敗：対戦は愛媛）※前後期制覇のため、1勝のアドバンテージがあり、1勝で優勝。
- 2024年 - 2敗（対戦は愛媛）※前後期制覇による1勝のアドバンテージがあったが敗退。

### グランドチャンピオンシップ
※2019年までは2チームによる全5戦制、2022年以降はトーナメント制
- 2011年 - 0勝3敗（対戦は石川）
- 2013年 - 1勝3敗（対戦は石川）
- 2014年 - 優勝（3勝1敗1分：対戦は群馬）
- 2017年 - 優勝（3勝2敗：対戦は信濃）
- 2019年 - 優勝（3勝2敗：対戦は栃木）
- 2023年 - 準決勝敗退（対戦は富山・埼玉）

### 定期交流戦・ソフトバンク杯
- 2011年 - 3位（1勝6敗1分）
- 2012年 - 3位（3勝3敗2分）
- 2013年 - 優勝（7勝1敗）
- 2014年 - 優勝（4勝3敗1分）
- 2015年 - 4位（3勝4敗1分）
- 2016年 - 3位（5勝3敗）
- 2017年 - 2位（5勝3敗） ※香川と同勝率（得失点差で2位）
- 2018年 - 優勝（3勝3敗2分）
- 2019年 - 優勝（3勝4敗1分）
- 2020年 - 優勝（2勝2敗）
- 2021年 - 3位（1勝6敗1分）
- 2022年 - 優勝（6勝1敗1分）
- 2023年 - 優勝（4勝3敗1分）
- 2024年 - 優勝（4勝3敗1分）

福岡ソフトバンクホークス3軍との定期交流戦であり、ソフトバンク3軍戦のみで最も高い勝率をあげたチームが優勝となる。2013年は6試合目まで6連勝した時点で優勝が決まった。最終戦で敗れるまで7連勝を記録し、交流戦のリーグ最高勝率を更新した。

## 歴史

### 2005年（1年目）
- 発足時の監督は小野和幸、コーチは柳田聖人・定詰雅彦であった[32]。

- 序盤こそ勝ち星に恵まれなかったが、7月に11連勝を記録してから一気に波に乗り、9月にはついに首位に立った。その後は高知ファイティングドッグスと首位争いを演じる。終盤に力尽き優勝こそ譲ったが、シーズン2位と健闘した。チームの特色として、グレアム義季サイモンや山口寛史など俊足巧打の選手が多く、足を絡めた戦術を多用することが挙げられる。中でもチーム盗塁数はリーグ1位(146)で[33]、グレアムは初代盗塁王に輝いた[34]。

- シーズン終了後、二人のコーチはリーグ運営会社のIBLJから契約更新しない通告を受け、それぞれ退団した[35][36]。

### 2006年（2年目）
- シーズン開幕前の2月20日に、新コーチが衣川幸夫と深谷亮司に決定した[37]。

- 3月1日付でリーグ直営からIBLJ全額出資の徳島インディゴソックス株式会社に運営が移管され[38]、7月までに徳島県の企業であるユーセイ・ホールディングスが全株式を取得した[39]。

- コーチのほか、前年オフに捕手全員を含む選手の大量解雇を行い、大幅なメンバー入れ替えを行った。しかし、エースの角野雅俊のケガによる出遅れや前年活躍した番場由樹の不調で投手陣は手薄になり、チーム編成に大きな誤算が生じた。また捕手は経験不足が響き、投手を支えることができなかった。攻撃面では入団2年目の選手が伸び悩み、機動力を活かすことができなかった。先発投手の佐藤広樹、渡邊隆洋やストッパーの小林憲幸が好投を見せるなど明るい材料もあったが、前期、後期とも最下位に終わった。個人タイトルは小林が11セーブをあげ、最多セーブポイントを獲得した。

- 9月22日から10月12日まで、元メジャーリーガーの多田野数人がスポット参戦（短期在籍）[40]。

- シーズン終了後、小野和幸監督と来季の契約を結ばないことを発表した[41]。後任には元広島東洋カープの白石静生が就任した[42]。

- 2006年10月11・12日にアメリカの独立リーグチームであるセントポール・セインツと交流戦を開催した（結果はセインツの2勝）[43]。

### 2007年（3年目）
- オフシーズンの練習強化により選手の質を高める方針であったが、十分な成果を生むことができなかった[44]。特に先発の柱となる投手の不足が深刻で[44]、防御率はリーグ最悪の3.57となった[45]。打撃陣も主軸の西村悟の序盤での故障なども響き、チーム打率は2割2分台に留まった[44][45]。従来の特徴だった機動力も、中心選手だったグレアム義季サイモンが愛媛に移籍したこともあり、初年度（146）の半分近い78盗塁であった[45]。前期はゴールデンウィーク終了時点では勝率5割の3位であったが[46]、以後の27試合を4勝2分21敗と大きく負け越し（8連敗[47]、6連敗、4連敗、3連敗を一度ずつ記録）最下位に沈んだ[48]。後期も状況は好転せず、8月から9月にかけてリーグ記録となる19連敗（1引分を挟む）を喫する[49]など、前年よりも悪化する結果となった[注釈 3]。個人タイトルも獲得者なしに終わった。一方、観客動員はアグリあなんスタジアムのオープンなどもあって増加し、発足以来初めて1試合平均の入場者数が1000人を上回った。

- 2007年11月19日に行われたプロ野球ドラフト会議において、小林憲幸が千葉ロッテマリーンズから育成選手枠で指名された。NPBから指名を受けるのはチーム発足以来初めて。

- シーズン終了後、深谷亮司コーチは福岡レッドワーブラーズコーチに転任[50]。前高知コーチの森山一人が後任となる[51]。

### 2008年（4年目）
- リーグ拡張に合わせて他の四国3チームとともにユニホームのデザインを変更した[52]。

- 梅原伸亮や伊奈龍哉といった元NPB選手や、脚力のある金丸勝太郎や金城直仁らの新戦力に期待が寄せられた[53]。金丸と金城が盗塁を増やしたことで、チームの盗塁数は3年ぶりに100個台（128個、リーグ4位）を記録した[54]。しかし、伊奈はケガが回復せずに練習生に降格後に退団した。前年に続いて故障者が出たこともあり、チーム打率・本塁打数はリーグワースト、防御率は5位、失策は2番目に多い成績であった[54]。前期は6月には7連敗を喫し、最後の長崎セインツとの4連戦の結果によっては最下位転落もあり得る状況となったが、2勝2分けで5位を確保した。後期は序盤より出遅れ、2008年7月30日に白石静生監督が成績不振の責任を取り7月31日付で辞任すると発表[55]。後任はコーチの森山一人が8月1日より監督代行を務めることになった（白石は引き続き球団代表として球団にとどまる。また、選手の梅原伸亮が兼任コーチに就任した）[55]。しかし、その後もチームは一度も勝率5割以上に浮上することなく、後期は前年と同じく勝利数が10勝に届かずにシーズンを終えることになった。前年に続いて個人タイトルの獲得者はなかった。外野手の小松崎大地が退団し、競輪選手へ転向。

- 2008年11月、2009年のシーズンより堀江賢治が監督に就任することが発表された[56]。森山監督代行は専任コーチに復帰[56]。梅原兼任コーチは選手専任に復帰予定であったが、ケガのため練習生への降格後に退団した。衣川幸夫コーチは退任し[57]、香川オリーブガイナーズコーチの加藤博人がコーチに就任した[58]。

### 2009年（5年目）
- シーズン前には渡邊隆洋が福岡に移籍するなど、発足当時から続けて徳島に在籍している選手が不在となり（四国4チームでは最初。ただし、福岡から移籍した山本健士は初年度のリーグ在籍選手である）、約半分の選手が入れ替えとなる状態でスタート。前期は開幕から6連敗を喫し、その後も5月中旬までに6連敗を1度、3連敗を2度記録して早々に優勝争いから脱落、2期連続の最下位となった。しかし、5月後半から光安祐輝の好投や荒張裕司・神谷厚毅らの打撃で上位チームに勝つ機会が増え、後期に期待を抱かせた。後期は優勝候補の香川に勝ち越す[59]など前期より一時は成績が上向き、愛媛と5位を争う状況になったが、最終的に3期連続の最下位となった。ただし、年間25勝は前後期制になってからここまでで最も多い数字であった。また、カープアカデミーから派遣されたゲレロが最優秀防御率のタイトルを獲得し、チームからは3年ぶりの個人タイトルとなった。
- 10月29日のドラフト会議で、荒張裕司が北海道日本ハムファイターズから6位で指名を受けた。チームからの指名は2年ぶりで、支配下登録枠では初めてである。

### 2010年（6年目）
- 2006年以来経営・運営に当たってきたユーセイホールディングスが撤退し、リーグの直営となった（詳細は後述）。
- 日曜日限定として白を主体としたデザインのユニホームを新たに使用するようになった。リーグで2種類のユニホームを併用するのは初めて。
- 前期は福岡から復帰した角野や2年目の大川学史らを中心とした投手力で守り勝つ試合が増えた。序盤に3連敗を1度記録した以外は大きな連敗がなく、初年度以来となる勝率5割以上で3位となった。後期は香川・愛媛に大きく負け越して首位争いからは遠ざかったが、5割以上をキープ。香川の連覇が濃厚となったため、後期の成績次第では年間勝率2位でリーグチャンピオンシップ出場もうかがえたが[60]、最後に高知に競り負け、初の出場はならなかった。しかし、後期も5割ちょうどでシーズンを終えたため、初年度以来5年ぶりに年間の勝率が5割を上回った。個人タイトルの獲得者はなかった。
- 10月28日のドラフト会議で弦本悠希が広島東洋カープから7位で指名され、2年連続で支配下枠の指名者を輩出した。
- シーズン終了後、10月31日の契約期間満了に伴い堀江監督が退任することが決まり[61]、加藤博人コーチも東京ヤクルトスワローズの二軍コーチ就任のため退任となった[62]。また、白石静生ゼネラルマネージャー（リーグ直営への変更に伴い、2010年4月より球団代表から異動）も11月限りで退任した[63]。
- 12月10日、2011年のシーズンより斉藤浩行が監督、島田直也がコーチに就任することが発表された[64]。

### 2011年（7年目）
- 1月、前オーナー企業が撤退後、不在だった球団代表に東京大学出身で弁護士の坂口裕昭が就任[65]。
- シーズン途中の4月、事業統括兼任ゼネラルマネージャーに竹下正造が就任。
- 前期は5月上旬に首位に出るとその後は一度も譲ることなく、6月29日の高知戦に勝ってチーム創設7年目で初の前期優勝を達成した。これにより、創設当初からリーグに所属する四国4チームはすべて半期優勝を経験した。後期は先行した香川を9月に追い上げ、一度は首位を奪ったがその後は一進一退となる。「連勝すれば逆転優勝」となる香川との最後の直接対決（ダブルヘッダー）が1勝1敗に終わり[66][67]、マジック1となった香川が最終戦で自力優勝を達成したため[68]、リーグ史上2球団目となる前後期制覇をあと一歩で逃した。個人タイトルは岩根成海がリーグ史上初の0点台で最優秀防御率を獲得したほか、大川学史が最多勝、富永一が最多セーブを獲得した。
- 後期優勝の香川との対戦となったリーグチャンピオンシップは初戦を落としたものの、そのあと3連勝して創設以来初めて年間総合優勝を達成した。
- 石川ミリオンスターズとの対戦となったグランドチャンピオンシップは0勝3敗で敗退。アイランドリーグでは最初の敗退チームとなった。
- 10月27日のNPBドラフト会議で、富永一が広島東洋カープから育成枠1位で指名を受けた。
- 11月21日、斉藤浩行監督の退団を発表[69]。選手の地域貢献に対する考え方の球団側との相違が原因と報じられている[70]。後任監督に島田投手コーチが就任することが12月22日に発表された[71]。また、欠員となるコーチ1名については、元横浜ベイスターズの喜田剛が打撃コーチに就任することが12月27日に決定した[72]。

### 2012年（8年目）
- シーズン開幕前の2月20日に、新たに設立された「パブリック・ベースボールクラブ徳島」が2012年度より運営に当たることが発表された（詳細は後述）。
- 前期は高知以外の2球団には負け越し、3位にとどまった。前期終了後、打撃コーチの喜田剛が退団した[73]。8月1日に後任として長内孝の就任が決まった[74]。後期は8月に4連勝して首位をうかがう勢いを見せたが、首位の愛媛に負け越したことが響いて3位に終わり、2年連続のチャンピオンシップ進出はならなかった。個人タイトルの獲得者はなかった。
- シーズン終了後の12月、竹下正造ゼネラルマネージャーが勇退した[75]。一方、監督の島田と森山・長内両コーチについては留任が発表されるとともに、現役を引退した根鈴雄次がアシスタント打撃コーチに就任した[76]。

### 2013年（9年目）
- 前期は5月中旬までは連敗を記録せず、福岡ソフトバンクホークス3軍との交流戦（ソフトバンク杯）に4戦全勝する（2011年に交流戦が始まってから、半期で全勝したチームは初めて）など好調だった[77]。しかし、5月下旬から6連敗を喫して後退し、2位に終わった。
- 後期は7月下旬から8月にかけて10連勝を記録し、首位に立つ。この間、8月7日には無敗のまま交流戦優勝が決定した。愛媛の追い上げを受け、9月上旬にはいったん点灯したマジックナンバーが消滅したこともあったが、再び突き放して9月14日に5期ぶりとなる半期優勝（後期は初）を達成した。カープアカデミーから派遣されたシレットが最多セーブを獲得し、チームとして2年ぶりの個人タイトルとなった。
- 2年ぶりの出場となったリーグチャンピオンシップは、前期優勝の香川を3勝0敗で破り、2年ぶり2度目の年間総合優勝を達成した。
- 10月24日のドラフト会議で、東弘明がオリックス・バファローズから育成1位で指名を受けた。NPB指名者は2年ぶりである。
- 2年ぶりの出場となったグランドチャンピオンシップは前回と同じ石川と対戦。初戦に勝利してグランドチャンピオンシップ初勝利を記録した（IL勢として3年ぶりの勝利）。しかしそのあと2連敗し、王手をかけられた第4戦は9回表2死まで1-0でリードしていたものの同点に追いつかれて延長戦に突入、13回に3点を奪われ、1点を返したが及ばず、前回に続く敗退となった。
- シーズン終了後、長内コーチがオリックス・バファローズのコーチに、森山コーチが愛媛のコーチに[78][79]、それぞれ転出する形で退任した。守備走塁コーチについては12月30日に元大阪近鉄バファローズの武藤孝司[80]、野手総合打撃コーチには2014年1月12日に中島輝士[81]の就任がそれぞれ発表された。

### 2014年（10年目）
- 前期は、前年の先発投手の多くが抜けた穴を新外国人のアヤラら新戦力で補い、走塁による機動力を生かした攻撃スタイルを加えた[82]。香川を追う展開となり、優勝マジックをつけられる中、香川との最後の直接対決に敗れた後の4試合は負けることなく日程を終了。最終戦引き分け以上が優勝条件となった香川がその試合に敗れ、勝率で並ぶ形になったが、「直接対戦成績が優位なチームが優勝」というリーグ規定により、香川との対戦成績に勝る（6勝5敗1分）徳島が、2期連続となる前期優勝を達成した[82]。
- 後期は愛媛との争いとなったが、9月12・13日の直接対決で連勝して首位を奪い、14日の香川戦に勝って3期連続となる後期優勝とともに初の前後期優勝を達成した[83]。リーグで前後期優勝を達成したチームは香川に次ぎ2チーム目である。前後期通算ではチームの防御率・打率・得点はいずれもリーグトップであった[84]。また、前年に続いてソフトバンク杯に優勝した[85]。個人タイトルは、野手では大谷正徳が首位打者と最多打点の2冠、大谷と同数で小林義弘も最多打点、投手は入野貴大が最多勝をそれぞれ獲得した。
- 愛媛との対戦となったリーグチャンピオンシップは初戦に敗れ、試合での連勝が6でストップした。その後愛媛と1勝ずつを分け合うが、最終戦に逆転勝ちをおさめて2年連続の年間総合優勝を達成した。前後期と年間を合わせた完全制覇は初めてで、リーグでも香川に次いで2チーム目となる。これらに加えて、ソフトバンク杯にも優勝したのはリーグでは初めてであった[注釈 4]。
- 3度目の出場となったグランドチャンピオンシップは、3勝1敗1分の成績で群馬ダイヤモンドペガサスを破って初優勝し、アイランドリーグのチームとして4年ぶりに独立リーグ日本一となった。
- 10月23日のプロ野球ドラフト会議で、入野貴大が東北楽天ゴールデンイーグルスから5位で、山本雅士が中日ドラゴンズから8位でそれぞれ指名を受けた[86]。支配下枠での指名は4年ぶりで、一度に複数の支配下枠指名者が出たのはリーグ史上初めてである。
- シーズン終了後、監督の島田直也は横浜DeNAベイスターズの二軍投手コーチに就任することが決まった[87]。後任にはコーチの中島輝士が昇格することが、11月21日に発表された[88]。

### 2015年（11年目）
- 2月27日、空席となっていた投手コーチに牛田成樹が就任することが発表された[89]。
- 前年の投打の主力がチームを去り、新メンバー中心となる[90]。前期は3連敗を三度記録し[91][92][93]、何度か最下位に落ちたが[92][94][95]、最終的には3位となった[96]。打撃陣は貧打により得点力が低下し、投手陣の防御率はリーグ最下位だった[97]。半期の連覇は3でストップし、香川の持つリーグ記録（4連覇）には届かなかった。半期成績が勝率5割未満となるのは2012年前期以来、Bクラスとなるのは2012年後期以来となる。
- 後期は8月に3連勝を2度記録して[98][99]愛媛と首位を争い、8月28日の時点では同率首位であったが[100]、8月31日から3連敗（1引分を含む）を喫して後退、9連勝をあげた愛媛の独走を許した。中でも9月3日の対愛媛戦は5-0からの逆転負けで自力優勝が消滅し[101]、愛媛の弓岡敬二郎監督が後期優勝決定後に「ポイントになる試合」に挙げた対戦であった[102]。勝率5割以上をキープして2位で後期を終えたものの、年間チャンピオンシップへの連続出場は2年で途切れることになった[103]。個人タイトルは、福永春吾が最多奪三振を獲得した[104]。
- 10月22日のドラフト会議で、増田大輝が読売ジャイアンツから育成1位で、吉田嵩が中日ドラゴンズから育成2位で、それぞれ指名された。支配下登録枠での指名はなかったが、ドラフト指名は3年連続となる。
- 12月1日、坂口裕明がリーグの事務局長に就任したのに伴い、球団社長に南啓介が就任[105]。
- 12月3日に武藤のコーチ退任とサンディエゴ・パドレスの日本担当スカウト就任が発表された[106]。

### 2016年（12年目）
- 2月16日、守備走塁コーチに駒居鉄平が就任[107]。

- 4月8日から11日まで、地元で開催された第45回JABA四国大会に参加[108]。予選リーグは1勝2敗で決勝トーナメント進出はならなかったが、リーグ所属球団として試合で初勝利を挙げた（ツネイシに4対1で勝利）[108][109]。

- オフに台湾プロ野球初の2000本安打を達成した張泰山や、アメリカマイナーリーグに所属歴のあるハ・ジェフン、ガブリエル・ガルシアら外国人選手を積極的に補強した。前期は4月末に愛媛と並んで首位となり[110]、5月は愛媛との間で首位を奪い合う展開となる[111][112]。両者同率で最後の直接対決となった5月25日の愛媛戦にサヨナラ負けを喫して愛媛の優勝マジック点灯を許し[113]、5月28日に愛媛のマジックが1となった後に香川に敗れ、2位で前期を終了した[114]。投打の指標では愛媛と互角であったが、投打がかみ合わずに接戦で敗れたり、打線のつながりを欠く面がみられた[115]。

- 5月26日、ハ・ジェフンが東京ヤクルトスワローズに移籍することが発表された[116]。シーズン中に外国人選手がNPBに移籍するのはチームでは初めてである[注釈 5]。前期終了後の6月9日にはガブリエル・ガルシアが読売ジャイアンツに移籍することが決まった[117]。

- 後期は10試合を経過した時点で3勝5敗2分と負けが先行したが[118]、8月18日から6連勝をあげ、首位争いに加わった[119]。9月14日の香川戦に引き分けて後期優勝が完全になくなり[120]、最終戦の高知戦に敗れて勝率5割ながら2009年後期以来となる最下位に終わった[121]。しかし、年間勝率2位を確保し、リーグチャンピオンシップに進むことになった[122]。半期最下位を記録したチームがリーグチャンピオンシップに出場するのは、2014年の愛媛に続き2例目となる。個人タイトルは、野手部門でホーキンスが最多本塁打、小林義弘が2度目となる最多打点、橋本球史が最多盗塁、投手部門では前期で退団したガルシアが最優秀防御率、福永が2年連続となる最多奪三振を獲得した[123]。

- 2年ぶりの出場となったリーグチャンピオンシップは愛媛に0勝2敗で敗れ、初の敗退となった[124]。リーグチャンピオンシップで初めて、ホームゲームを開催できなかった事例ともなった[注釈 6]。

- 10月20日のプロ野球ドラフト会議で、福永春吾が阪神タイガースから6位で、また木下雄介が中日ドラゴンズから育成1位で指名される[125]。支配下枠での指名者は2年ぶりで、育成選手を含めた指名は4年連続となった。

- 12月5日、中島の監督退任とハンファ・イーグルスの打撃コーチ就任が発表された[126]。12月7日、後任監督に、元福岡ソフトバンクホークス選手で、前中信兄弟コーチの養父鐵の就任が発表された[127]。12月26日には牛田コーチも退任が発表された（駒井コーチは留任）[128][129]。後任として、地元出身の川上憲伸（元・中日）に選手兼任でのオファーを出していたが、入団に至らなかったことが後に明らかになっている[130]。

### 2017年（13年目）
- 1月24日、鈴木康友の野手コーチ就任が発表された[131]。
- 1月31日、張泰山の昨シーズン限りでの退団が発表された[132]。
- 2017年シーズンより、リーグの他球団とともに、アンダーアーマー社による新デザインユニフォームに変更となった[133]。
- 前期は序盤リードした高知を追う展開となった。5月上旬に7連勝（2引き分けを挟む）を挙げ、この間の5月7日に高知を抜いて首位に浮上した[134][135]。その後は首位を譲ることなく[135]、5月22日の香川戦に勝って5期ぶりとなる前期優勝を達成した[136]。チームの打率・防御率・得点・盗塁などの指標でリーグトップとなり、全球団に勝ち越した[137]。
- 後期について、開幕前に監督の養父は「（リーグチャンピオンシップへの出場権は得たので）思い切ったこともしてみたい。これまで投げていなかった投手を先発させたり、打順を代えたり」といったコメントもしていた[138]。開幕から5連敗（1引き分け含む）を喫する[139]。接戦となった中で勝率5割未満ながら残り3試合の時点で優勝の可能性が残っていたが、香川と引き分けて消滅[140]、最終戦の高知戦に敗れて最下位となった[141]。年間勝率は1位ながら[142]、前期優勝チームが後期最下位となるのはリーグ史上初である。また、半期優勝を達成しながら、個人タイトル獲得者を出さなかった（2009年の長崎以来、リーグで3例目）。前期はリーグトップだった選手の指標も年間通算では盗塁を除いて順位を下げ[143]、監督の養父は「9月以降、思うように勝てなかった」と最終戦後の挨拶で述べた[141]。後期に退団した外国人選手の穴が既存の若手選手では埋まり切らず、得点力が下がったと指摘されている[144]。
- 4年ぶりに香川との対戦となったリーグチャンピオンシップは、第2戦に敗れたものの、投手力で香川打線を封じて3勝1敗で3年ぶり4度目の年間総合優勝を達成した[145]。斉藤浩行、島田直也に続いてNPB指導歴を持たない監督でリーグ優勝を勝ち取っている。
- 信濃グランセローズとの対戦となったグランドチャンピオンシップは、第4戦までビジター・ホームで星を分け合う展開となったが、降雨コールドゲームとなった第5戦に勝利して、3年ぶり2度目の優勝を飾った[146]。
- 10月27日のプロ野球ドラフト会議で、伊藤翔が埼玉西武ライオンズから3位で、また大藏彰人が中日ドラゴンズから育成1位で指名を受けた[147]。指名は5年連続となり、伊藤は角中勝也（高知→ロッテ）以来となる「高卒一年目で支配下枠指名を受けた独立リーグ選手」となった[注釈 7]。
- シーズン終了後、11月18日に野手コーチの鈴木[148]、11月27日に監督の養父の今シーズン限りでの退団を[149]、それぞれ発表。養父は11月29日に会見を開き、退任後も選手のスカウティング等に関して球団に助言をおこなうと述べた[150]。12月1日、来季監督に元埼玉西武ライオンズコーチの石井貴の就任が発表された[151]。

### 2018年（14年目）
- 1月30日、前年限りで引退した元選手の橋本球史が野手コーチに就任することを発表[152]。NPBに所属経験のないコーチは、香川の近藤智勝（2012年 - 2019年、2020年より監督）に次いでリーグで2例目となる。また、前年守備走塁コーチだった駒居鉄平がヘッドコーチに就任することも同日発表された[153]。
- 前期は序盤より敗戦が先行し、ホームでの初勝利は開幕から1月あまりを経た5月3日でその時点で4勝10敗4分と大きく出遅れる[154]。5月2日には元社会人野球選手の谷田成吾が入団したが[155]、その後も成績は上向かず、勝率.281で2期連続の最下位となった[156]。前期はチーム防御率・打率ともにリーグ最下位である一方、盗塁数はリーグトップだった[156]。
- 後期は開幕5試合目から8連勝を記録して優位に立ち[157]、8月20日には優勝マジック12が点灯した[158]。しかし、8月末から5連敗を喫して優勝マジックは消滅[159][160]、終盤に猛追した愛媛との優勝争いとなる[161]。直接対決の最終戦（9月19日）に勝つか引き分ければ後期優勝であったが[161]、この試合に3-7で敗れ、3期ぶりの半期優勝を逃した[162]。鎌田光津希ら投手力の回復（後期の防御率は前期より0.81改善の3.59）や失策の減少、打線の向上が躍進の原動力となったが、クローザーの層の薄さから後半は逆転負けが増え、最大6.0ゲーム差を覆される要因となった[163]。個人タイトルは、岸潤一郎が最多盗塁を獲得した[164]。
- 10月25日のプロ野球ドラフト会議で、鎌田光津希が千葉ロッテマリーンズから育成1位で指名を受けた[165]。指名は6年連続で、本年はリーグで唯一の指名者となった。
- 10月31日、東北楽天ゴールデンイーグルス2軍コーチ就任に伴い、石井貴が1シーズンで監督を退任することが発表された[166]。

### 2019年（15年目）
- 1月12日、監督として、元広島東洋カープ選手で東北楽天ゴールデンイーグルスのベースボールスクールジュニアコーチを務めていた牧野塁の就任を発表[167]。
- 前期は序盤より上位に立ち、高知と首位を争う[168]。5月26日に残り4試合で前期優勝マジック2が点灯したが[169]、そのあと1勝2敗と振るわず、「勝てば優勝」だった前期最終戦となる6月3日の対高知戦に敗退、優勝は2試合を残した高知の結果待ちとなった[170]。高知が6月4日の対香川戦に敗れたことで、2年ぶりとなる前期優勝が決まった[171]。制球力の高い先発投手陣（与四球はリーグ最少）や機動力を生かした攻撃（盗塁はリーグ最多）で他チームを上回った[172]。
- 後期は「若い選手を積極的に試合に出場させる」方針を取る[173]。途中の8月30日に、元日本ハム選手のカルロス・ミラバルがシーズン終了まで臨時の投手コーチに就任することを発表した[174]。勝率は8月3日を最後に5割を割るも終盤まで優勝の可能性があったが、残り4試合で優勝はなくなり[175]、3位に終わる。個人タイトルは平間隼人が最多盗塁、上間永遠が最優秀防御率、竹内裕太が最多勝利をそれぞれ獲得した[176]。
- 2年ぶりの出場となったリーグチャンピオンシップ（今年度より全3試合2勝制）は、ホーム2試合に勝利して[177]、2年ぶりの年間総合優勝を達成した[178]。チーム4人目のリーグ優勝監督となった牧野は、過去3人と同様、NPBの指導歴を持たない。
- 栃木ゴールデンブレーブスとの対戦となったグランドチャンピオンシップは、第5戦まで決着が持ち越される展開となり、3勝2敗で2年ぶり3度目の「独立リーグ日本一」となった[179]。
- 10月17日のNPBドラフト会議で、上間永遠が埼玉西武ライオンズから7巡目で、岸潤一郎が8巡目で、平間隼人が読売ジャイアンツから育成ドラフト1巡目で指名を受ける[180]。支配下登録枠で複数の指名者を出すのは5年ぶり、また上間は「高卒1年目での支配下枠指名」で[181]、2017年の伊藤翔以来となる。この指名報道を受けて徳島球団のウェブサイトにアクセスが殺到し、サーバーが一時ダウンする事態となった[182]。
- シーズン終了後の11月9日、監督の牧野が「任期満了」と「一身上の都合」を理由に退任することが発表された[183]（後日、群馬監督に就任[184]）。徳島新聞の報道では、留任を望んだ球団側と牧野の提示した金銭面等の条件で決裂した結果とされている[185]。12月19日には元選手の谷田成吾が、取締役兼球団代表に就任することが発表された[186]。コーチ2名については12月27日に留任が発表された[187]。

### 2020年（16年目）
- 1月14日、監督として、元オリックス・バファローズコーチの吉田篤史の就任を発表[188]。
- 公式戦は序盤に5連勝を記録して[189]快調にスタートしたが、8月に6連敗を喫して首位を香川に譲る[190]。8月下旬に首位を奪回[191]後は、9月に一時首位を譲ったものの短期間で再び浮上すると[192][193]、首位を独走[194]。終盤には高知の猛追を受けたが[195]、10月24日の対高知戦に勝利して2年連続のリーグ優勝を達成した[196]。監督の吉田はチーム史上初めて、NPBでの指導歴を持つ優勝監督となった。個人タイトルは、打者部門で新城翔太が首位打者と最多盗塁、投手部門で戸田懐生が最多勝と最多奪三振のそれぞれ2冠を獲得した[197]。このうち新城の首位打者と最多盗塁の2冠は、2015年の大木貴将（香川）以来リーグ2人目である。
- 10月26日のNPBドラフト会議で、行木俊が広島東洋カープから5巡目で、戸田懐生が読売ジャイアンツから育成ドラフト7巡目で指名を受ける[198]。これで8年連続の指名となった。
- シーズン終了後の12月28日、吉田監督と橋本コーチの留任、並びに駒居コーチの退任（フロントへの転任）を発表した[199][200]。

### 2021年（17年目）
- 1月25日、球団戦略アドバイザー兼コーチとして元オリックス・バファローズ二軍監督の岡本哲司の就任を発表した[201]。
- 4月にJABA四国大会に5年ぶりに参加、予選敗退ながら前回同様1勝を挙げた[202]。
- 5月1日、選手1名が2019年新型コロナウイルス感染症のPCR検査で陽性反応が出たため、当日の対高知戦が中止となった[203]。関係者に対するPCR検査を実施する関係から、翌日の同一カードも試合中止となった[204]。さらに、PCR検査の結果が出るタイミングから、5月3日の対愛媛戦（むつみスタジアム）も中止となった[205]。5月3日に球団関係者47人中7人の陽性が確認されたことから、リーグは徳島球団の活動を休止し、5月18日までに予定されていた徳島の関係する7試合を新たに中止することを決定した[206]。5月17日に活動を再開し、公式戦への復帰が22日と決定する[207]。これに伴い、21日に予定されていた香川対徳島戦が中止（別途代替試合実施）となった[208]。
- 前期は、新型コロナウイルスによる試合中断前の4月28日の時点では、3勝5敗だった[209]。5月22日の再開後初戦は勝利したが[210]、次の試合から5連敗を喫する[211]。終盤には6連勝を記録したものの[209]、最終的に勝率は5割を下回る3位だった[212]。
- 後期は7月と9月に4連敗を喫し[213]、前記に続いて勝率5割を割る3位に終わって[20]、リーグ3連覇はならなかった。優勝を逃した理由について監督の吉田は「育成優先と言う基本方針の中で、選手のレベルがそれほど高くなかったことが大きい」と述べている[214]。個人タイトルは、打撃部門で佐藤靖剛が最多打点、村川凪が最多盗塁をそれぞれ獲得した[215]。
- 10月11日、NPBドラフト会議の育成ドラフトで、村川凪が横浜DeNAベイスターズから、古市尊が埼玉西武ライオンズから、いずれも1巡目で指名される[216]。これで育成選手を含めたNPBドラフト指名は9年連続となった。
- 10月18日、監督の吉田の退任が発表された[217]。

### 2022年（18年目）
- 1月20日、監督に球団戦略アドバイザー兼コーチの岡本哲司が就任することを発表[218]。またコーチの橋本球史が留任することも同日発表された[219]。2月15日、元読売ジャイアンツ選手（それ以前に香川に在籍歴あり）の松澤裕介が打撃コーチに就任すると発表[220]。
- 前期は3連勝でスタートしたが[221]、4月後半に5連敗（1分挟む）を喫した[222]。5月上旬には首位高知と0.5ゲーム差まで戻したものの[223]、4連敗で首位から離された[222]。6月1日の時点では1.0ゲーム差まで詰めたが[224]、残り5試合に勝つことができず[222]、3位に終わった[225]。
- 後期は7月終了時点で9勝4敗の首位と快調にスタートする[226]。8月下旬から9月上旬にかけて5連敗（1分を含む）を喫し[227]、5連敗目を喫した9月3日時点では2位愛媛とゲーム差なし、3位香川と0.5ゲーム差という状況だった[228]。この直後の9月7日、選手1名が酒気帯び運転などの現行犯容疑で逮捕され、球団側は同日時点で「事実が確認出来次第、適切に対処して参ります」としていた[229]。9月8日、球団は該当選手および自動車に同乗していた選手2名との契約を解除（除名）したと発表した[230][231]。球団では再発防止に向け、警察による「交通安全講習会」などの対策を実施するとした[231]。チームは9月4日から不祥事のあった時期をはさんで連勝を記録し[232]、9月17日の対愛媛戦に勝利して後期優勝を達成した[233]。監督の岡本は優勝に際してのコメントで改めて「先だっての不祥事により、常日頃からご支援ご声援下さっております皆様方にご迷惑ご心配をおかけしましたこと、心よりお詫び申し上げます」と述べた[234]。個人タイトルは茶野篤政が首位打者、井上絢登が最多打点と最多本塁打の2冠（最多打点は愛媛の仁木敦司と同数）を獲得した[235]。
- 前期優勝の高知と対戦したリーグチャンピオンシップは0勝2敗の結果で、2年ぶりのリーグ年間優勝を逃した[236]。半期優勝して出場したリーグチャンピオンシップでの敗退は初となる。
- 10月20日、NPBドラフト会議の育成ドラフトで、日隈モンテルが埼玉西武ライオンズから2巡目で、中山晶量が北海道日本ハムファイターズから同じく2巡目で、茶野篤政がオリックス・バファローズから4巡目でそれぞれ指名を受けた[237]。
- 12月17日、打撃コーチの松澤が今季の契約期間で退任することが発表された[238]。一方、監督の岡本と守備走塁コーチの橋本は12月23日に留任が発表された[239]。

### 2023年（19年目）
- 1月31日、球団代表の谷田が同日付で退任することを発表[240]。後任は未定。

- 前期は、序盤に先行した愛媛を追う形になり[241]、4月末に一度首位になりながら後退したものの[242][243]、5月下旬に再び首位に立つ[244]。そのまま首位を譲らず、6月3日に対香川戦に勝利して2期連続となる前期優勝を達成した[245]。
- 後期も9月15日に優勝し、前後期連覇を達成した[246]。半期優勝は3期連続となり[247]、2013年後期 - 2014年後期の球団記録に並んだ。個人タイトルは、野手部門では井上絢登が2年連続となる最多打点と最多本塁打の2冠、増田将馬が最多盗塁、投手部門では藤田淳平と池戸昇太が最優秀防御率（同成績）を、それぞれ獲得した[248]。
- 年間勝率2位の愛媛と対戦したリーグチャンピオンシップは初戦に勝利して、前後期制覇によるアドバンテージ1勝を含めた2勝の成績で3年ぶりとなるリーグ年間総合優勝を達成した[29]。前後期制覇に加えた年間総合優勝は2014年以来9年ぶりとなる[29]。
- 4年ぶりに出場したグランドチャンピオンシップ（昨年からトーナメント制）は、準々決勝の富山GRNサンダーバーズ（日本海リーグ）には勝利したが、準決勝の埼玉武蔵ヒートベアーズ（BCリーグ）には序盤より失点を重ねて敗退した[249][250][251]。
- 10月26日のNPBドラフト会議では、椎葉剛が阪神タイガースから2巡目で、宮澤太成が埼玉西武ライオンズから5巡目で、井上絢登が横浜DeNAベイスターズから6巡目で、また育成ドラフトではシンクレアジョセフ孝ノ助が埼玉西武ライオンズから1巡目で、谷口朝陽が埼玉西武ライオンズから2巡目で、藤田淳平が福岡ソフトバンクホークスから7巡目でそれぞれ指名を受け、一度の指名者数として球団史上最多（6人）となるとともに、NPBドラフト指名は11年連続となった[252]。支配下、育成を区別しない場合、同一チームから6人の指名はNPBドラフト史上最多記録でもある。
- 12月27日に、監督の岡本とコーチの橋本の留任が発表された[253]。

### 2024年（20年目）
- 2月1日、今シーズンからユニフォームのデザインを変更することを発表[254]。
- 5月22日、投手の白川恵翔が、KBOリーグのSSGランダースに、同リーグの「短期代替外国人選手制度」で期限付き移籍となることを発表[255]。
- 前期は開幕から5連勝（1分を含む）と順調にスタートし、その後も連敗を1度しか記録しない戦いぶりで優位にペナントレースを進め[256]、6月1日、4期連続となる前期優勝を達成[257]。最終的に前期はリーグの半期勝率として歴代最高となる.774を記録し、監督の岡本は「寺岡丈翔外野手を中心とした野手の組み合わせがよかった。ゲームの度に修正や成長していた」とコメントした[258]。
- 9月4日、3年連続5回目の後期優勝を達成し[259]、半期優勝はリーグ新記録の5期連続となった[260]。後期にはこの優勝決定を挟んで16連勝（引き分け挟む）を記録し[261]、前期に樹立した.774をさらに更新する歴代最高勝率.800で終了した[262]。個人タイトルは、投手部門で川口冬弥が最優秀防御率と最多セーブの2冠、中込陽翔・工藤泰成・石川槙貴が同数（8勝）で最多勝利を、野手部門で寺岡丈翔が最多打点と最多本塁打の2冠を、それぞれ獲得した[263]。
- 年間勝率2位の愛媛と対戦したリーグチャンピオンシップは2連敗を喫して[264]、2年連続の総合優勝はならなかった。前後期優勝チームが年間勝率2位チームにリーグチャンピオンシップで敗退したのはリーグ史上初となる。
- 10月24日のNPBドラフト会議では、加藤響が横浜DeNAベイスターズから、中込陽翔が東北楽天ゴールデンイーグルスから、いずれも3巡目で、また育成ドラフトでは工藤泰成が阪神タイガースから1巡目で、川口冬弥が福岡ソフトバンクホークスから6巡目でそれぞれ指名を受け、チームとして指名は12年連続となった[9]。支配下での複数指名は2年連続となる。
- 12月30日に、監督の岡本とコーチの橋本の留任が発表された[265]。

### 2025年（21年目）
- 1月20日、ヘッドコーチ兼アカデミーコーチとして、元埼玉西武ライオンズ選手で愛媛でもプレー経験のある岩﨑哲也の就任を発表した[266]。
- 5月28日、むつみスタジアムで開催された阪神2軍との交流戦の試合中に照明不調に見舞われてノーゲームとなり、球団社長の南は涙を浮かべて中止を告知し、対戦相手の平田勝男阪神2軍監督から励まされる一幕もあった[267]。
- 6月8日、6期連続となる前期優勝を達成[268]。

## 経営
2007年の観客動員は前年の167％増の1試合平均1017人（出典：2007年11月1日徳島新聞）と、観戦者が増加していた。
2008年は前期こそチケット・グッズ売上が前年比30％増と好調だったのに対し後期は低迷し、観客動員は前年より約3%減の1試合平均991人にとどまった。
2009年の入場者数は前年比1万0140人減の2万9518人（1試合平均738人）と20％以上の減少となった。2009年10月30日のリーグ首脳の記者会見によると、売上高5100万円に対して収支は4100万円の赤字となる見込みとされた。
2010年3月10日、球団首脳とリーグの鍵山誠CEOが徳島市で開いた記者会見で、「3月31日をもって出資者であるユーセイホールディングスが球団の運営・経営から撤退すること、4月以降は当面リーグが直接経営・運営をおこないながら新たなスポンサー獲得に努めること」が発表された。会見の中でユーセイホールディングスの手束直胤社長は、4年間での累積赤字が1億5千万円にのぼることを明らかにし、不況の中で安定したスポンサー収入が見込めなかったことや、県民に幅広く浸透することができず苦しんだと語った。鍵山CEOは「この1年間にスポンサーが見つからない場合は球団の活動休止もあるかもしれないが、そうならないように最大限努力する」と述べた。
2010年9月29日のリーグ理事会において、「2011年度もリーグの直営で参加することが事実上決まった」と報じられた。鍵山CEOは「スポンサー探しは引き続き実施する」と述べている。スポンサー不在となった2010年シーズンの入場者数は1万8157人（1試合平均478人）と1試合平均で前年から35%もの大幅な下落となった。
鍵山CEOは新聞の取材に対し、「徳島は四国内のリーグ他球団と比較して地域密着の点で差があること、収入面でも香川・愛媛の1/3であること」を挙げ、前者の点については改善の必要性を指摘し、オーナーについては10 - 20人による「共同オーナー制」も検討していることを明らかにした。また同記事によると3月のオーナー撤退表明から9月末までにチームの存続を求める署名が1万5千人あまり集まったという。
2011年1月、新球団代表に弁護士の坂口裕昭が就任。新スローガン「つながる。」を掲げて地域密着を強化し、3年後の黒字化を目標とした。坂口は本業で企業再生を手がけており、旧知の鍵山から「徳島を立て直せるかがリーグ存続の分岐点」と依頼を受けて代表に就任。同年4月、紀州レンジャーズや神戸9クルーズで経営に関与した竹下正造が事業統括責任者兼任ゼネラルマネージャーに就任した。なお、2006年から2009年までの運営会社である徳島インディゴソックス球団株式会社は、2012年3月28日に徳島地方裁判所より破産手続き開始の決定を受けた。
2011年2月24日のリーグ首脳の記者会見では、2009年度の収支は以前の予測通り4100万円の赤字で、2010年度は3000万円の赤字となる見込であることが公表された。2010年度の赤字見込は四国4球団では最も多く、売上は2300万円で最も少ない。同記者会見では、2011年度の収支目標が2000万円の赤字であることもあわせて明らかにされた。
2011年のシーズンは、会場設営やイベント企画、グッズ販売などの試合運営業務を高知ファイティングドッグスに委託した。これは球団スタッフが限られる点を補うとともに、地域密着を進める高知の手法を学ぶことに加え、2012年度よりナイターを開催する高知にとっても運営方法を学べるメリットがあることから実施された。
2012年2月10日、リーグのスポンサーでもあるセイア・明和クリーン・エヌティコーポレーションの3社、および三好亘（保険代理 店主）・柏木岳（町議会議員）の個人2名で新たな運営会社「パブリック・ベースボールクラブ徳島」を設立して2012年度より運営に当たることが発表された。3社と2個人は300万円ずつを3年間出資し、3年目での黒字転換をめざすとした。新会社の初年度となった2012年度の収支は1030万円の赤字で、前年度（2890万円の赤字）から大幅な改善となった。2014年の時点で、坂口の就任時と比較して球団の収入は3倍超、スポンサーは60社から470社になったという。
2015年2月25日に公表された2014年度の収支では、赤字額が前年から94%圧縮された（約107万円）ものの、目標だった黒字化は未達成となった。赤字幅改善の要因としては、県からの助成金増額（220万円から580万円多い800万円に）やスポンサー数の拡大（281から334に）により収入が前年より23%増加したことが挙げられている。2016年3月31日にリーグが発表した2015年度の決算では、収入が前年より3000万円近く減少したことで、経常収支は2100万年の赤字となった。
2016年7月には、クラウド形人事評価運用サービスを手がける株式会社「あしたのチーム」からの出資と同社のサービス導入を発表した（出資額は非公表）。
2017年2月20日に発表された2016年度の経常収支は20万1千円の黒字となり、発足以来初めて黒字となった。黒字化の要因はNPB移籍選手に対する移籍金・育成料収入で、球団社長の南啓介は「安定した収入を得た上での黒字には至っていない」と述べている。
2018年3月27日に発表された2017年度の経常収支はスポンサー料の減少により1393万円の赤字となった。2018年度の経常収支は赤字額が1231万円とやや改善した。2019年度の赤字額は750万円と前年より500万円近く改善した。観客動員は1試合平均で前年より78人多い481人だった。
2019年3月、室内練習場の整備や海外合宿、試合のインターネット生中継の実施、新球団歌の策定やマスコット着ぐるみ新調などの目的で、総額1億円を目標としたクラウドファンディングを6回に分けて実施することを発表した。
2015年12月から球団社長を務める南啓介は、2020年のウェブ記事で「NPBへの選手輩出」を収入源の一つとするためスカウティングを強化し、野球をやめたり入団を迷っている選手とも話をして獲得してきたと紹介されている。NPBドラフト指名の実績を重ねたことで「いい意味で“勘違い”をして有望選手が来てくれるようになりました」と南は述べている。またNPB球団スカウトとの接触も重視している。監督が頻繁に交代することについては「栄転」と表現し、「ネクストステージへの踏み台になっていること自体はうれしい限りです」と話している。
2022年3月31日にリーグが発表した経営状況報告では、2021年度は91万円の経常黒字を計上した。同報告の中では、2022年度に国の補助金助成金事業を活用した室内練習場の設置を目指すとした。
2023年4月10日にリーグが発表した経営状況報告では、2022年度も619万円の経常黒字で、2年連続の黒字決算となった。また前年の経営報告にあった室内練習場設置が引き続き目標として記載されていた。室内練習場は2023年8月にオープンしている。
2024年4月12日にリーグが発表した2023年度の経営状況報告では、2625万円の経常利益を記録して、黒字決算は3年連続となった。
2025年4月18日日リーグが発表した2024年度の経営状況報告では、過去最高の3028万円の経常利益を記録して、黒字決算は4年連続に伸びた。

## NPBからの育成選手派遣
2007年10月に、千葉ロッテマリーンズの球団社長瀬戸山隆三（当時）が、プロ野球運営実行委員会で育成選手数名を当球団に派遣する構想を表明した。しかし、この構想についてはその後具体的な進展はみられなかった。
2012年3月にNPBとリーグの間で、育成選手を人数・期間を限って派遣することを可能とする取り決めがなされ、これに従って3月27日に、広島東洋カープの育成選手である永川光浩と中村亘佑が2012年シーズンチームに参加することが発表された。2013年は小松剛が派遣されたが、2014年以降は受け入れ実績がない。

## マスコット
マスコットキャラクターは蜘蛛をモチーフとしており、名前は「ミスターインディー」。諸般の事情から2年目のシーズンまで着ぐるみがなかったが、2007年のシーズンから登場した。

## 応援スタイル
- 好機や押せ押せムードのときには阿波踊りの伴奏で使われる鉦（かね）を使った応援も行われ徳島らしさを出している。

- 鳴り物を用いて応援をリードするのは、公認私設応援団「インディゴスパイダー」。同様に、公認私設応援団「IBS（インディゴブルーサポーターズ）」があるが、こちらは球団ボランティアの補助やイベントの企画などを行うサポーター。（いずれも2005年に発足） また、2008年より本拠地となった阿南市では商工会議所青年部を主体とする私設応援団「インディゴ侍」が同年より活動しており、2009年からは公募によるマスコットガール「インディゴ姫」も加えた応援をおこなっている[300]。

- バラエティ番組の企画で応援歌をはなわに作ってもらったこともあった（公式ソングとなっているかどうかは定かではない）[301]。

## 関連書籍
- 高田博史 著、菊地高弘 編『崖っぷちリーガー　徳島インディゴソックス、はぐれ者たちの再起』カンゼン、2024年10月21日。ISBN 978-4862557384。

## その他
- 2005年6月から、ゴールデンレトリバーの「りきまる」がベースボールドッグを務めていた[302]。名前の由来は2007年まで徳島新聞で連載されていた「ほのぼの君」の主人公から。ちなみに、作者の佃公彦も徳島にゆかりのある人物。
- 2018年6月に3人制バスケットボール・3x3のチーム「TOKUSHIMA INDIGOSOCKS.EXE」を結成し、トップリーグ3x3.EXEに参戦した[303]。